# Jörgen Augustsson
Jörgen Augustsson (Mala, 1952. október 28. –) svéd válogatott labdarúgó.

## Pályafutása

### A válogatottban
1974 és 1977 között 18 alkalommal szerepelt a svéd válogatottban. Részt vett az 1974-es világbajnokságon.

## Sikerei, díjai
Åtvidaberg
- Svéd bajnok (2): 1972, 1973